# Chloropteryx subrubens
Chloropteryx subrubens är en fjärilsart som beskrevs av Louis Beethoven Prout 1933. Chloropteryx subrubens ingår i släktet Chloropteryx och familjen mätare. Inga underarter finns listade i Catalogue of Life.